# Wilfred Diekert
Wilfred Diekert (fälschlicherweise teils auch Wilfried Diekert) (* 24. Mai 1948) ist ein ehemaliger deutscher Fußballschiedsrichter.

## Leben
Diekert, der als Heranwachsender beim SV Lurup Hamburg Fußball spielte und 1966 erstmals als Schiedsrichter tätig war, leitete zwischen 1980 und 1990 80 Spiele in der 2. Fußball-Bundesliga. 1988 wurde das Mitglied des Vereins SuS Waldenau in die Schiedsrichter-Riege für die Fußball-Bundesliga aufgenommen. In seiner einzigen Bundesliga-Saison wurde er 1988/89 in vier Begegnungen eingesetzt. Als Linienrichter kam Diekert auch zu Einsätzen auf internationaler Ebene.
Im Hamburger Fußball-Verband (HFV) war Diekert von 2000 bis Mitte 2018 Vorsitzender des Schiedsrichterausschusses, des Weiteren war er bis Juni 2019 18 Jahre für den Norddeutschen Schiedsrichterausschuss tätig, war für die Beobachtung und Betreuung von Schiedsrichtern, auch aus dem Bundesliga-Aufgebot, zuständig. Er wurde mit der Goldenen Ehrennadel des HFV ausgezeichnet. Im April 2001 wurde Diekert zum Vereinsvorsitzenden des TuS Appen gewählt. In seine Amtszeit fiel der Vereinsausschluss eines NPD-Funktionärs, der gegen die Entscheidung Rechtsmittel einlegte, worüber überregional berichtet wurde.